# ᵯ
ᵯ, appelé m tilde médian, est une lettre latine utilisée auparavant dans l'alphabet phonétique international.

## Représentations informatiques
Le m tilde médian peut être représenté avec le caractère Unicode suivant (Extensions phonétiques) :
| formes    | représentations | chaînes de caractères | points de code | descriptions                           |
| --------- | --------------- | --------------------- | -------------- | -------------------------------------- |
| minuscule | ᵯ               | ᵯ                     | U+1D6F         | lettre minuscule latine m tilde médian |

Avant le codage de U+1D6F dans Unicode, le m tilde médian pouvait être composé approximativement avec les caractères suivants (latin de base, diacritiques) :
| formes    | représentations | chaînes de caractères | points de code | descriptions                                       |
| --------- | --------------- | --------------------- | -------------- | -------------------------------------------------- |
| minuscule | m̴               | m◌̴                    | U+006D U+0334  | lettre minuscule latine m diacritique tilde médian |